# Departamento de Junín (kommun i Argentina, San Luis)
Departamento de Junín är en kommun i Argentina.   Den ligger i provinsen San Luis, i den centrala delen av landet, 700 km väster om huvudstaden Buenos Aires. Antalet invånare är 28 933. Arean är 2 476 kvadratkilometer.
Terrängen i Departamento de Junín är varierad.
Omgivningarna runt Departamento de Junín är i huvudsak ett öppet busklandskap. Runt Departamento de Junín är det glesbefolkat, med 14 invånare per kvadratkilometer.